# Cornelius Gurlitt (Kunsthistoriker)

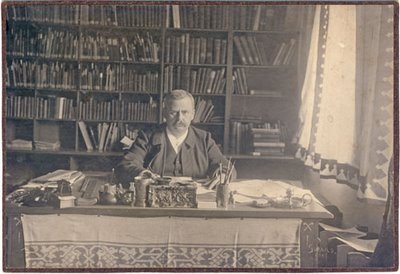
Cornelius Gurlitt als Rektor der TH Dresden 1905 in seinem Arbeitszimmer.

Cornelius Gustav Gurlitt (* 1. Januar 1850 in Nischwitz; † 25. März 1938 in Dresden) war ein deutscher Architekt und Kunsthistoriker.

## Leben und Wirken

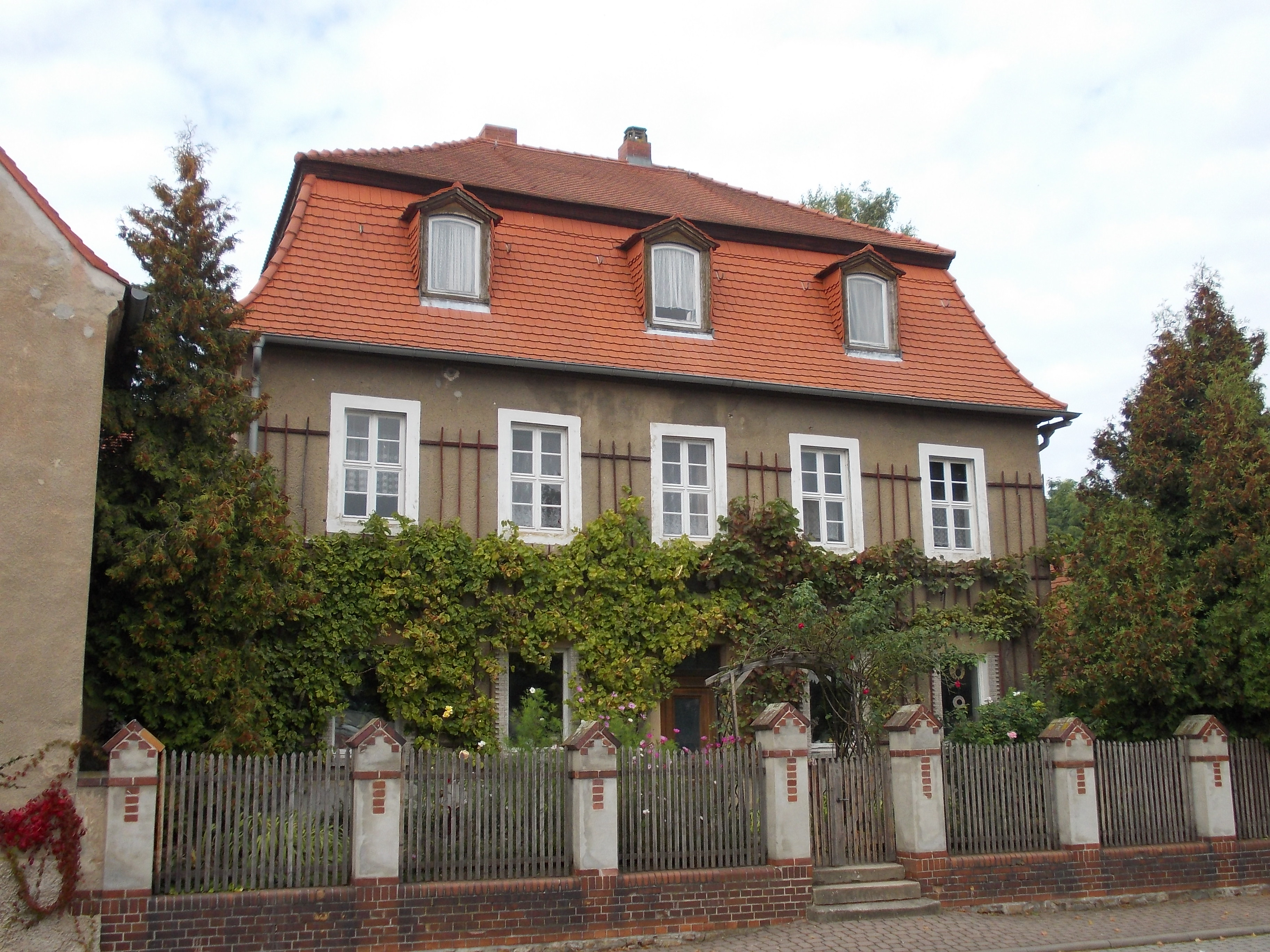
Das Gurlitthaus in Nischwitz, Geburtshaus von Cornelius Gurlitt

Cornelius Gurlitt wurde als drittes von sieben Kindern des Landschaftsmalers Louis Gurlitt und dessen Frau Elisabeth, geb. Lewald, einer Schwester der Schriftstellerin Fanny Lewald, in Nischwitz bei Wurzen geboren. Weitere Mitglieder der Familie Gurlitt waren künstlerisch und wissenschaftlich tätig; so war der Namenspate Gustav Cornelius Gurlitt, ein Onkel väterlicherseits, ein bekannter Komponist und Musiktheoretiker.
Schon als Jugendlicher entschloss sich Cornelius Gurlitt, Architekt zu werden. Nach dem Besuch des Ernestinum-Gymnasiums Gotha erlernte er das Zimmererhandwerk und absolvierte die Baugewerkschule in Gotha. Nach dem Besuch der Berliner Bauakademie lernte er in Gotha bei Ludwig Bohnstedt, bevor er 1868 in Wien ins Architekturbüro von Emil von Förster eintrat. Es folgten unstete Jahre am Polytechnikum Stuttgart (er studierte dort von 1869 bis 1872 und blieb ohne Abschluss), als Freiwilliger im Deutsch-Französischen Krieg 1870/1871 und in Architekten-Ateliers in Kassel und Dresden, bevor er sich im Zuge des Baus der Muldentalbahn für Bau- und Kunstgeschichte zu interessieren begann. In den folgenden Jahren veröffentlichte Cornelius Gurlitt zahlreiche Beiträge in Zeitungen und Zeitschriften, hielt Vorträge und schrieb Broschüren zur Architektur der Stadt Dresden. Sein unermüdliches Engagement für die Stadt und ihre Bau- und Kunstgeschichte führte 1878 zum Angebot einer Assistentenstelle im Kunstgewerbemuseum Dresden, die Gurlitt bis 1887 innehatte.

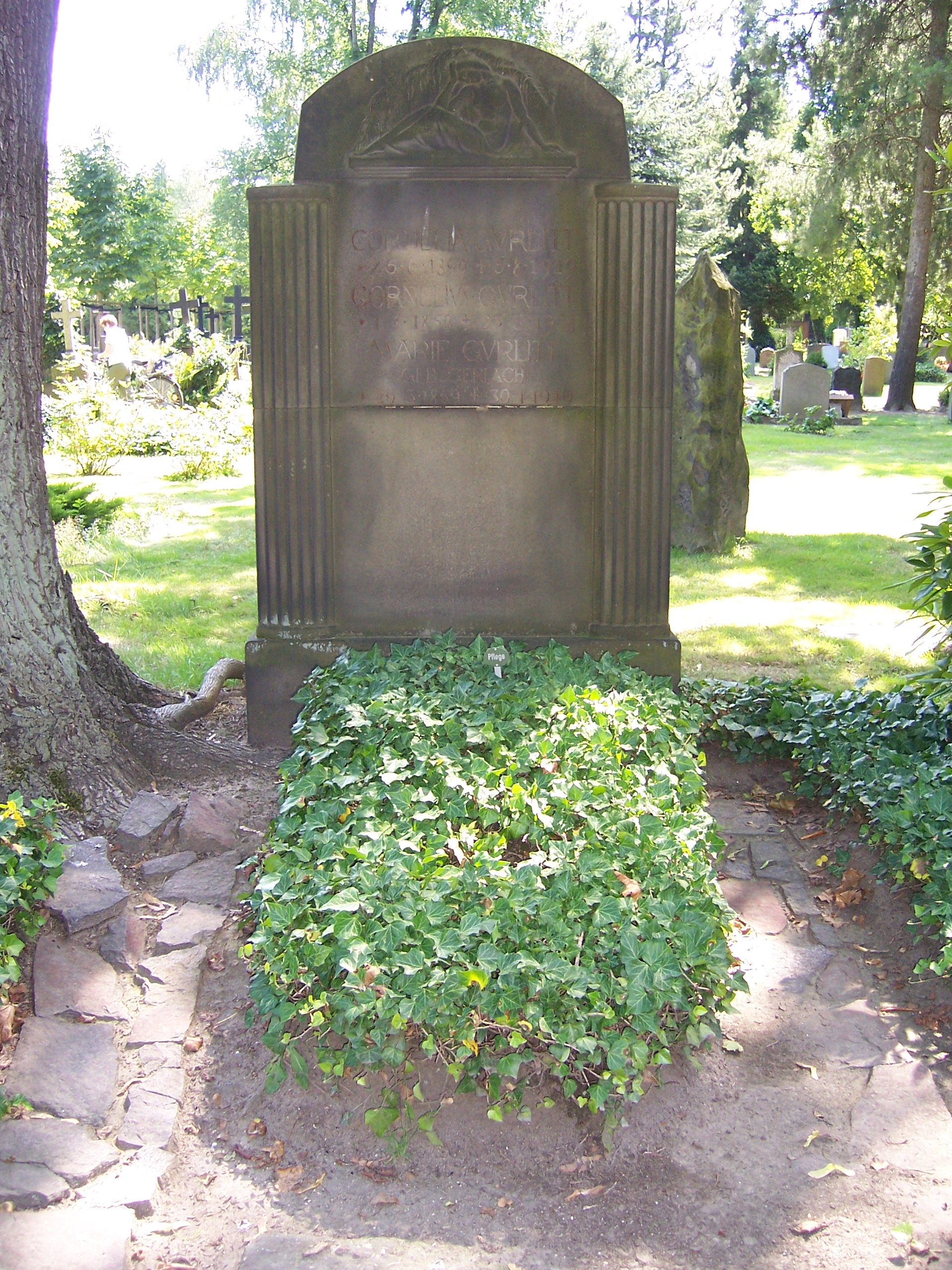
Grab von Cornelius Gurlitt, seiner Frau und seiner Tochter auf dem Johannisfriedhof in Dresden.

In den nächsten drei Jahren erschien mit einer dreibändigen Geschichte des Barock seine erste wichtige Veröffentlichung. Mit einer umfangreichen und positiven Darstellung der kunsthistorischen Epoche führte die Arbeit zu einer Neubewertung des Stils, der zuvor als verschwenderisch abgewertet worden war. Im Jahr 1889 arbeitete Cornelius Gurlitt für eine kurze Zeit als Privatdozent an der Technischen Hochschule Berlin-Charlottenburg, bevor er 1893 als Nachfolger von Richard Steche außerordentlicher Professor am Lehrstuhl für Geschichte der technischen Künste an der drei Jahre zuvor gegründeten Königlich Sächsischen Technischen Hochschule in Dresden wurde.
Mit der Professur war ebenfalls die Übernahme der Inventarisierung der Kunstdenkmäler in Sachsen, die 1881 vom Sächsischen Altertumsverein ins Leben gerufen worden war, verbunden: Von Richard Steche stammen bis zu dessen Tod 15 Bände; Gurlitt setzte diese als Inventarisator bis Band 41 fort, mit dem die Reihe 1923 abgeschlossen wurde. Wichtig war dabei, dass er „noch selbst vor Ort ging, selbst recherchierte, Maße nahm, Skizzen fertigte, Fotos machte. Mit einem Wort: Im Gegensatz zu vielen anderen Kunsthistorikern kannte Cornelius Gurlitt die Bauwerke, die er beschrieben hat.“ So entstand mit Gurlitts umfangreicher Mitwirkung das Generalinventar aller bedeutenden kulturhistorischen Baudenkmäler Sachsens, das noch heute als wichtige Informationsquelle dient.
Er erhielt am 11. Dezember 1875 das Patent zum Leutnant der Landwehr-Jäger beim Landwehr-Bezirk Leipzig II und wurde am 24. Mai 1892 zur Disposition gestellt.
Erst 1899 wurde Cornelius Gurlitt zum ordentlichen Professor berufen. Im folgenden Jahr wurde die Technische Hochschule Dresden auf seine Initiative die erste, die Architekten die Möglichkeit der Promotion zum Dr.-Ing. bot. Gurlitts erster Doktorand war der seit 1896 in England lebende Hermann Muthesius mit der 60-seitigen Dissertation Der Kirchenbau der englischen Secten. Gurlitt war auch Doktorvater von Leo Adler, der 1920 über Beiträge zu einer Entwicklungsgeschichte der Baukunst an der TU Dresden promovierte. Ab 1902 hielt Gurlitt als einer der ersten an einer Technischen Hochschule Vorlesungen zum Städtebau. Für das Jahr 1904/1905 wurde er zum Rektor der Hochschule gewählt. Das auf ein Studienjahr begrenzte Amt hatte er nochmals 1915/1916 inne. Unter sein Rektorat fiel u. a. die Planung der im Sommer 1905 eingeweihten Gebäude der mechanischen Abteilung der Technischen Hochschule Dresden, heute u. a. Berndt-Bau und Zeuner-Bau. Zusammen mit dem Architekten und Stadtplaner Bruno Möhring und dem Schriftleiter Walter Lehweß gab er die Zeitschrift Stadtbaukunst alter und neuer Zeit heraus.
Mit 70 Jahren endete Cornelius Gurlitts Tätigkeit als Professor an der Technischen Hochschule Dresden, doch auch seine letzten Lebensjahre waren arbeitsreich. Von 1920 bis 1926 war Gurlitt Präsident des Bundes Deutscher Architekten (BDA), den er 1903 mitgegründet hatte. Im Jahr 1922 wurde er Gründungspräsident der Freien Akademie des Städtebaus. Es folgten zahlreiche Buchveröffentlichungen. Im Dritten Reich galt Cornelius Gurlitt, der zu Beginn noch mit Adolf Hitler sympathisiert hatte, wegen der Herkunft seiner Mutter als Halbjude. Nach seinem Tod im März 1938 gab es deshalb keine offiziellen Würdigungen.
Cornelius Gurlitt wurde neben seiner Tochter Cornelia auf dem Dresdner Johannisfriedhof (3F) beigesetzt.
Ein Teil seines Nachlasses befindet sich seit 1996 im Universitätsarchiv der Technischen Universität Dresden.

## Würdigung, Ehrungen, Nachlass

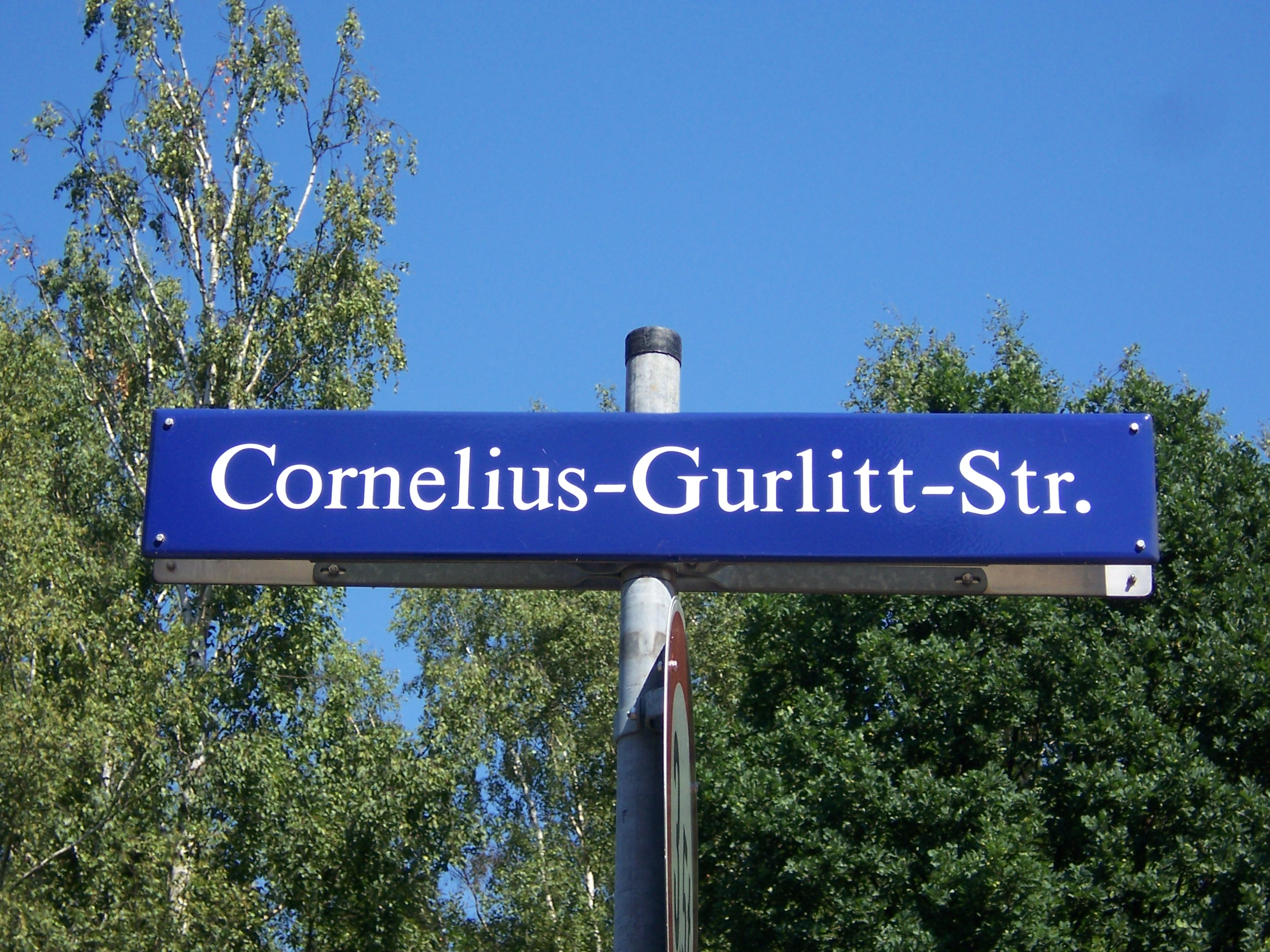
Cornelius-Gurlitt-Straße in Dresden

Cornelius Gurlitt gilt heute als Begründer der kunsthistorischen Barockforschung und als Begründer der sächsischen Denkmalpflege. Er gehörte der Kommission des 1900 in Dresden abgehaltenen ersten deutschen Tags für Denkmalpflege an, die Georg Dehio mit der Erstellung eines Handbuchs der deutschen Kunstdenkmäler beauftragte.
Gurlitt unterstützte das Konzept einer „schöpferischen Denkmalpflege“ in den damals zeitgemäßen Formen des Jugendstils wie etwa am Schutzbau für die Goldene Pforte und einen Entwurf von Bruno Schmitz für einen Breitwestturm am Freiberger Dom, der wenig später als maßstabslos kritisiert wurde. Er bekämpfte seinerseits erbittert die Entwürfe Carl Schäfers für die Vollendung der Westtürme am Meißner Dom, die inzwischen allgemein als Baudenkmal anerkannt sind. Andererseits kämpfte er um den Erhalt der mehrfach vom Abriss bedrohten Kreuzgänge am Freiberger Dom, wodurch dieser seinen fragmentarischen, uneinheitlichen Charakter bis heute behielt.
Die Deutsche Akademie für Städtebau und Landesplanung, die aus der Freien Akademie für Städtebau hervorgegangen ist, verleiht zur Erinnerung an ihren Gründungspräsidenten seit 1954 die Cornelius-Gurlitt-Denkmünze für besondere Verdienste um den Städtebau.
Einige Werke Cornelius Gurlitts finden auch heute noch wissenschaftliches Interesse: Neben seinem Werk zum Barock und der Inventarisierung der Bau- und Kunstdenkmäler Sachsens zählt dazu auch sein großes Alterswerk über August den Starken, das er 1924 beendete.
Cornelius Gurlitt stand in regem Kontakt zu bedeutenden Künstlerpersönlichkeiten seiner Zeit, so z. B. Paul Wallot, Arno Holz, Max Klinger oder Alfred Lichtwark.
Teile des schriftlichen Nachlasses Cornelius Gurlitts befinden sich im Besitz des Archivs der Technischen Universität Dresden.
Im Süden Dresdens trägt heute eine Straße seinen Namen. Auch eine Straße im Dortmunder Stadtteil Aplerbeck wurde nach ihm benannt.

## Familie
Cornelius Gurlitt heiratete 1888 Marie Gerlach (1859–1949), Tochter des Justizrats Ferdinand Heinrich Gerlach. Der Ehe entstammten der Musikwissenschaftler Wilibald Gurlitt (1889–1963), die Malerin Cornelia Gurlitt (1890–1919) sowie der Kunsthistoriker und Kunsthändler Hildebrand Gurlitt (1895–1956), Vater des Kunstsammlers Cornelius Gurlitt (1932–2014).

## Veröffentlichungen (Auswahl)
Cornelius Gurlitt war – ganz gleich in welcher aktuellen Funktion – bis ins hohe Alter dauerhaft publizistisch aktiv. Mit mehr als 100 Büchern wurde er zum wohl bedeutsamsten Kunsthistoriker Sachsens. Eine von seinem Sohn Hildebrand Gurlitt erstellte Auflistung aller Veröffentlichungen von Cornelius Gurlitt umfasst 16 Manuskriptseiten.
- Das neue königliche Hoftheater zu Dresden. 1878.
- Beschreibende Darstellung der älteren Bau- und Kunstdenkmäler des Königreichs Sachsen. Heft 16 (1894) – Heft 41 (1923).
- Baukunst des Mittelalters. 1884.
- Über die Entstehung des „Berliner Zeughaus“ mit Verweis auf die „Leipziger Kunstchronik“. In: Centralblatt der Bauverwaltung, Nr. 41, 11. Oktober 1884, S. 425, Digitalisat.
- Geschichte des Barockstiles, des Rococo und des Klassicismus in Belgien, Holland, Frankreich, England. 1887–1889.
- Im Bürgerhause. Plaudereien über Kunst, Kunstgewerbe und Wohnungs-Ausstattung. Gilbers’sche Königl. Hof-Verlagsbuchhandlung (J. Bleyl), Dresden 1888.
- Deutsche Turniere, Rüstungen und Plattner des XVI. Jahrhunderts. Archivalische Forschungen. Gilbers, Dresden 1889 (Digitalisat im Internet Archive)
- Das Barock- und Rococo-Ornament Deutschlands. Wasmuth, Berlin 1889 (Digitalisat).
- Kunst und Künstler am Vorabend der Reformation: ein Bild aus dem Erzgebirge. 1890
- Andreas Schlüter. 1891.
- Die Deutsche Kunst des Neunzehnten Jahrhunderts. Ihre Ziele und Thaten. (Das neunzehnte Jahrhundert in Deutschlands Entwicklung. Band 2), (1899) (Digitalisierte Ausgabe unter: urn:nbn:de:s2w-8745)
- Die Kultur. 1905ff.
- Kirchen. 1906.
- Dresden. Marquardt & Co., Berlin 1907, urn:nbn:de:bsz:14-db-id18876413943.
- Die Baukunst Konstantinopels. 1907–1912.
- Konstantinopel. 1908.
- Warschauer Bauten aus der Zeit der sächsischen Könige. Der Zirkel Architektur-Verlag, Berlin 1917.
- Handbuch des Städtebaus. 1920.
- August der Starke: Ein Fürstenleben aus der Zeit des deutschen Barock. 1924.